# Liste der Baudenkmäler in Oberding
Auf dieser Seite sind die Baudenkmäler in der oberbayerischen Gemeinde Oberding zusammengestellt. Diese Tabelle ist eine Teilliste der Liste der Baudenkmäler in Bayern. Grundlage ist die Bayerische Denkmalliste, die auf Basis des Bayerischen Denkmalschutzgesetzes vom 1. Oktober 1973 erstmals erstellt wurde und seither durch das Bayerische Landesamt für Denkmalpflege geführt wird. Die folgenden Angaben ersetzen nicht die rechtsverbindliche Auskunft der Denkmalschutzbehörde.

## Baudenkmäler nach Ortsteilen

### Oberding
| Lage                     | Objekt                             | Beschreibung | Akten-Nr.     | Bild           |
| ------------------------ | ---------------------------------- | --- | ------------- | -------------- |
| Hofmarkstraße (Standort) | Kriegerdenkmal                     | Ehrensäule mit Lorbeerkranz und vorgelagertem Wasserbecken, aus Tuffstein, nach 1919 | D-1-77-133-13 | Kriegerdenkmal |
| Kirchberg 3 (Standort)   | Katholische Filialkirche St. Georg | Saalbau mit eingezogenem Chor und Chorflankenturm, Turm frühgotisch 1. Hälfte 14. Jahrhundert, sonst Neubau als Frühwerk von Anton Kogler, 1701/03, erweitert 1861; mit Ausstattung Friedhofsmauer auf hoher Substruktion, gleichzeitig | D-1-77-133-1  | weitere Bilder |

### Aufkirchen
| Lage                      | Objekt                                          | Beschreibung | Akten-Nr.    | Bild           |
| ------------------------- | ----------------------------------------------- | --- | ------------ | -------------- |
| Am Kirchberg 2 (Standort) | Pfarrhaus                                       | Langgestreckter zweigeschossiger Satteldachbau mit Gurtgesims und Putzgliederung, 2. Hälfte 19. Jahrhundert                                                             | D-1-77-133-3 | Pfarrhaus      |
| Schulplatz 1 (Standort)   | Katholische Pfarrkirche St. Johannes der Täufer | Saalbau mit eingezogenem halbrundem Chor und Spindelhelmturm, bedeutender barocker Bau von Anton Kogler, 1725–30, vollendet von Johann Baptist Lethner; mit Ausstattung | D-1-77-133-2 | weitere Bilder |

### Niederding
| Lage                          | Objekt                             | Beschreibung | Akten-Nr.     | Bild                     |
| ----------------------------- | ---------------------------------- | --- | ------------- | ------------------------ |
| Erdinger Straße 12 (Standort) | Katholische Pfarrkirche St. Martin | Saalbau mit eingezogenem halbrundem Chorabschluss und Zwiebelturm auf gotischem Vorgängerbau, von Johann Baptist Lethner, 1757–60; mit Ausstattung Friedhofsmauer mit Mauerbögen, gleichzeitig | D-1-77-133-6  | weitere Bilder           |
| Erdinger Straße 13 (Standort) | Kriegergedächtniskapelle           | Kleiner Portikusbau mit geschwungenem Satteldach, nach 1919 | D-1-77-133-12 | Kriegergedächtniskapelle |

### Notzing
| Lage                                                  | Objekt                                                                | Beschreibung | Akten-Nr.     | Bild           |
| ----------------------------------------------------- | --------------------------------------------------------------------- | --- | ------------- | -------------- |
| Bayernwerkstraße; Bayernwerkstraße 1 und 3 (Standort) | Kraftwerk Aufkirchen                                                  | 1920–24 als dritte Stufe der Kraftwerkstreppe Mittlere Isar errichtetes Wasserkraftwerk, bestehend aus Wasserschloss, Druckrohren, Maschinenhaus mit Annexbauten, Leerschuss und Wehranlagen, architektonische Gestaltung durch Carl Jäger, München, in Formen eines reduzierten Klassizismus Maschinenhaus, repräsentativer, quer zum Kanal liegender Walmdachbau mit rhythmisierter Fassade, über den hochrechteckigen Fenstern Lunettenfenster, risalitartiger Eingangsbau mit Dreiecksgiebel Vier Großmaschinensätze mit senkrechter Welle (in Aufkirchen und im Werk Eitting die ersten der Welt). Mit Ausstattung (u. a. vier Francis-Turbinen der Fritz Neumeyer AG, München, vier Drehstrom- bzw. Einphasengeneratoren der Firma Brown, Boveri & Co, Mannheim). | D-1-77-133-11 | weitere Bilder |
| Brunnmühle 2 (Standort)                               | Katholische Kapelle Hl. Dreifaltigkeit, sogenannte Brunnmühlenkapelle | Zentralisierende Dreikonchenanlage mit Dachreiter, von Hans Kogler, 1680; mit Ausstattung | D-1-77-133-9  | weitere Bilder |
| Kempfinger Wegfeld (Standort)                         | Basispyramide der Bayerischen Landesvermessung                        | 1801 | D-1-77-133-5  | weitere Bilder |
| Schloßstraße 13 (Standort)                            | Katholische Filialkirche St. Nikolaus                                 | Saalbau mit eingezogenem dreiseitig abschließendem Chor, Sakristei und breitem Satteldachturm des 13./14. Jahrhundert, sonst 2. Hälfte 15. Jahrhundert, im 18. Jahrhundert barockisiert; mit Ausstattung | D-1-77-133-7  | weitere Bilder |
| Nähe Mühlenweg; Schloßstraße 16 (Standort)            | Ehemalige Wasserburg                                                  | Dreigeschossiger Satteldachbau mit Staffelgiebel und Eckturm, 2. Hälfte 14. Jahrhundert, Obergeschosse 1. Viertel 16. Jahrhundert Schlosspark; restliche Schlossgrabenstützmauer Gartenpavillon, polygonaler Zentralbau mit Dachreiter, Anfang 20. Jahrhundert Einfriedung mit Portal aus Kunststein, Anfang 20. Jahrhundert | D-1-77-133-8  | weitere Bilder |

### Notzinger Moos
| Lage                        | Objekt         | Beschreibung                                     | Akten-Nr.     | Bild           |
| --------------------------- | -------------- | ------------------------------------------------ | ------------- | -------------- |
| Goldacher Straße (Standort) | Kilometerstein | aus Granit, mit Entfernungsangaben, Ende 19. Jh. | D-1-77-133-14 | weitere Bilder |

### Schwaig
| Lage                       | Objekt                                | Beschreibung | Akten-Nr.     | Bild           |
| -------------------------- | ------------------------------------- | --- | ------------- | -------------- |
| Kirchenstraße 5 (Standort) | Katholische Pfarrkirche St. Korbinian | Neuromanischer Saalbau, von Johann Baptist Schott, 1903–05, kleine Vorgängerkapelle von 1683 als Sakristei einbezogen; mit Ausstattung | D-1-77-133-10 | weitere Bilder |